# Alex Fernandez (attore)
Alex Fernandez (Miami, 22 luglio 1967) è un attore statunitense.

## Biografia
Alex Fernandez ha preso parte a moltissime serie televisive. Ha interpretato Anthony Prado nella serie televisiva politica Una donna alla Casa Bianca, Rafael "Rafi" Alvarez nella serie poliziesca Senza traccia, Pablo Diaz nella serie Devious Maids, e altri ruoli secondari nelle serie Dr. House, The Closer, NCIS: Los Angeles, Army Wives, Prison Break, CSI: Miami, Cold Case, Heroes, The West Wing, The Shield, Body of Proof e Desperate Housewives. 
Fernandez è anche noto per aver doppiato dei videogiochi, in particolare Maester Seymour Guado in Final Fantasy X, Mangus in Brütal Legend, Carlito Keyes in Dead Rising, e come Uka Uka in Crash Twinsanity. Ha anche avuto ruoli in altri videogiochi, tra cui Saints Row e Saints Row 2, James Bond 007: Everything or Nothing, Quantum of Solace, Splinter Cell: Double Agent, e Mercenaries 2: World in Flames. Ha anche doppiato numerosi personaggi in animazione, nei film Tekkonkinkreet, Vampire Hunter e The Animatrix, e la serie I Griffin, American Dad, Spawn, Petshop degli Orrori, e Ninja Scroll: The Series.

## Filmografia parziale

### Cinema
- Transformers - La vendetta del caduto (Transformers: Revenge of the Fallen), regia di Michael Bay (2009)
- Mamitas, regia di Nicholas Ozeki (2011)
- Vampire Hunter D: Bloodlust (2011)
- Al di là delle apparenze (Last Moment of Clarity), regia di Colin Krisel e James Krisel (2020)

### Televisione
- Joan of Arcadia – serie TV, episodio 1x04 (2003)
- Senza traccia (Without a Trace) – serie TV, 2 episodi (2004-2005)
- Una donna alla Casa Bianca (Commander in Chief) – serie TV, 5 episodi (2005-2006)
- Streghe (Charmed) – serie TV, episodio 8x12 (2006)
- CSI: Miami – serie TV, 1 episodio (2006)
- Cold Case - Delitti irrisolti (Cold Case) – serie TV, episodio 3x15 (2006)
- Shark - Giustizia a tutti i costi (Shark) - serie TV, 2 episodi (2006-2007)
- Heroes – serie TV, episodio 1x13 (2007)
- Prison Break - serie TV, 3 episodi (2007)
- Medium - serie TV, 1 episodio (2008)
- The Closer – serie TV, 1 episodio 4x07 (2008)
- Army Wives - Conflitti del cuore (Army Wives) – serie TV, 2 episodi (2008)
- Dr. House - Medical Division (House, M.D.) – serie TV, episodio 5x12 (2009)
- NCIS: Los Angeles – serie TV, 1 episodio (2009)
- Human Target – serie TV, 1 episodio (2010)
- Chuck – serie TV, 1 episodio (2010)
- Criminal Minds – serie TV, episodio 6x10 (2010)
- Off the Map – serie TV, 2 episodi (2011)
- Desperate Housewives – serie TV, 1 episodio (2011)
- Rizzoli & Isles – serie TV, episodio 2x09 (2011)
- NCIS - Unità anticrimine (NCIS) – serie TV, episodi 9x08-9x09 (2011)
- Burn Notice - La caduta di Sam Axe (Burn Notice: The Fall of Sam Axe), regia di Jeffrey Donovan – film TV (2011)
- Modern Family - serie TV, 1 episodio (2012)
- Dallas – serie TV, 8 episodi (2013)
- Mistresses - Amanti (Mistresses) – serie TV, 1 episodio (2013)
- The Bridge – serie TV, 3 episodi (2013)
- Devious Maids - Panni sporchi a Beverly Hills (Devious Maids) – serie TV, 9 episodi (2013-2015)
- Killer Women – serie TV, 8 episodi (2014)
- Castle - serie TV, episodio 6x22 (2014)
- The Last Ship – serie TV, 1 episodio (2014)
- State of Affairs – serie TV, 2 episodi (2015)
- The Mentalist - serie TV, 1 episodio (2015)
- True Detective - serie TV, 3 episodi (2015)
- Dead of Summer – serie TV (2016)
- Lucifer – serie TV, episodi 2x07-2x10 (2016)
- Runaways – serie TV, 6 episodi (2017-2018)
- Grey's Anatomy – serie TV, episodi 4x18-4x19 (2017-2018)
- American Crime Story – serie TV, episodio 2x03 (2018)
- Good Trouble – serie TV, 7 episodi (2019-2023)
- S.W.A.T. – serie TV, episodio 2x12 (2019)
- Mayans M.C. – serie TV, 7 episodi (2021-2023)
- Westworld - Dove tutto è concesso (Westworld) – serie TV, episodio 4x01 (2022)
- American Gigolo – serie TV, 8 episodi (2022)
- Big Sky – serie TV, 3 episodi (2022-2023)
- True Lies – serie TV, episodio 1x09 (2023)

## Doppiatori italiani
Nelle versioni in italiano delle opere in cui ha recitato, Alex Fernandez è stato doppiato da:
- Stefano Alessandroni in The Last Ship, Good Trouble, American Gigolo
- Pasquale Anselmo in Senza traccia (ep. 2x18), Killer Women
- Ennio Coltorti in Senza traccia (ep. 3x21), Tracker
- Achille D'Aniello in Prison Break, Bones
- Paolo Buglioni in NCIS: Los Angeles, The Mentalist
- Gerolamo Alchieri in Criminal Minds, Devious Maids - Panni sporchi a Beverly Hills
- Antonio Palumbo in Castle, The OA
- Ambrogio Colombo in American Crime Story, Lucifer
- Pierluigi Astore in Blue Bloods, Bosch
- Gianluca Tusco in Code Black, 9-1-1: Lone Star
- Enrico Pallini in The Shield
- Oliviero Dinelli in Cold Case - Delitti irrisolti
- Vladimiro Conti in CSI: Miami
- Roberto Stocchi in The Closer
- Massimo Bitossi in Dr. House - Medical Division
- Giuliano Bonetto in Shark - Giustizia a tutti i costi
- Luca Dal Fabbro in Human Target
- Sergio Di Giulio in NCIS - Unità anticrimine
- Gaetano Varcasia in Desperate Housewives
- Fabrizio Picconi in Off the Map
- Eugenio Marinelli ne Il risolutore
- Manfredi Aliquò in Dead of Summer
- Giovanni Caravaglio in Rizzoli & Isles
- Alessandro Ballico in NCIS: New Orleans
- Gianni Giuliano in S.W.A.T.
- Paolo Marchese in Mayans M.C. (st. 3)
- Daniele Valenti in Mayans M.C. (st. 4)
- Luca Biagini in Mayans M.C. (st. 5)
- Nicola Braile in Big Sky
- Paolo Maria Scalondro ne Le regole del delitto perfetto
- Roberto Fidecaro in Runaways
- Sergio Lucchetti in Grey's Anatomy
- Massimiliano Plinio in Magnum P.I.
- Franco Mannella in True Lies